# Bubbling

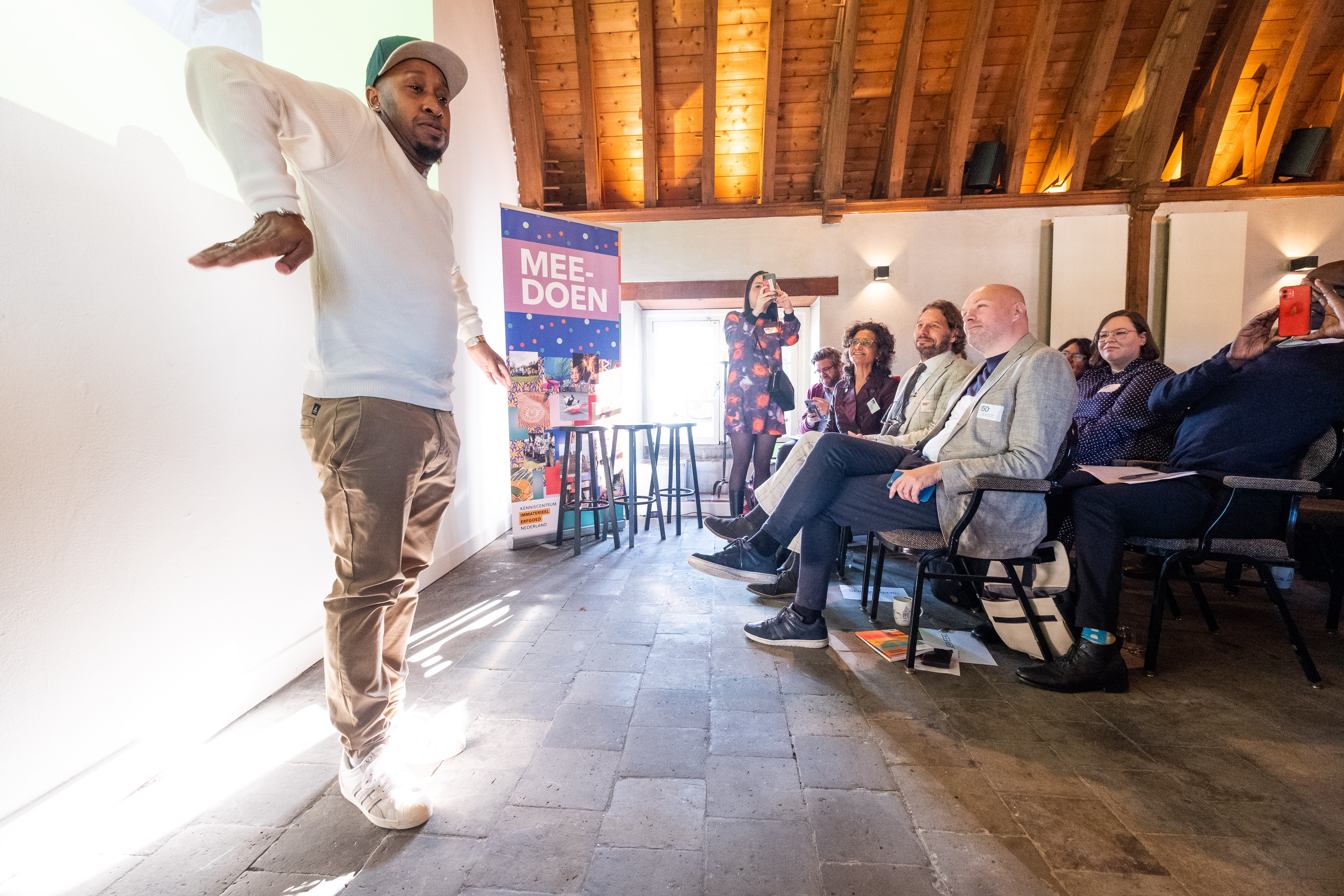
Demonstratie door Randy Telg van bubbling, tijdens de viering van 50 jaar werelderfgoed en 10 jaar immaterieel erfgoed door o.a. de Nederlandse Unesco Commissie.

Bubbling is een subcultuur van hiphop met eigen muziek en kenmerkende dansstijl. Met een grote invloed op popcultuur en muziekgenres als dance en dancehall. Bubbling muziek vindt zijn oorsprong in de dancehall waarbij later muzieksamples uit de hiphop en r&b werden gebruikt bij de intro's van de nummers.
Bubblingmuziek is een combinatie van hiphop en r&b met een snellere beat. Aangezien er in de meeste discotheken en op feesten niet uitsluitend bubblingmuziek gedraaid wordt, waaide de manier van dansen al snel uit naar andere stijlen, zoals hiphop, r&b, maar ook in mindere mate naar de snellere muzieksoorten als house en hardcore.
In de film Dirty Dancing vinden enkele elementen van bubbling in een aantal scènes plaats. De Puerto Ricaanse dans perreo is een andere vorm van bubbling. Deze wordt gedanst op reggaeton, een Latijns-Amerikaanse muziekstijl. Met name het begin van de 21e eeuw begon bubbling de discotheken te overheersen.
Bubbling als dansstijl is ontstaan in de jaren negentig en heeft zich de afgelopen decennia verder ontwikkeld. De dansstijl Bubbling was een mix van Robbe dop en hiphop/breakdance, waarbij de dansers uit Curaçao robbe dop/breakdance aan het dansen waren en uit Suriname voornamelijk skanking/hiphop/breakdance/Electric boogie. In Jamaica hadden ze een andere benaming voor deze dansstijl, namelijk “skanking”.

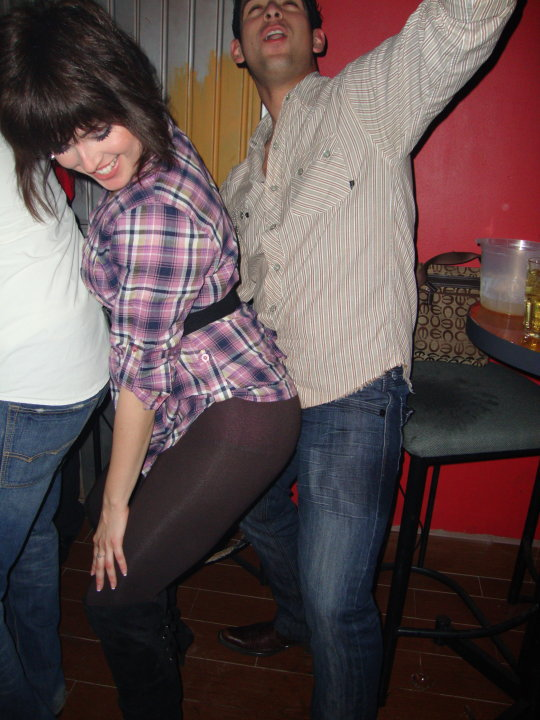
Perreo is een vorm van bubbling die gedanst wordt op de reggaeton

## Mogelijkheden
Enkele voorbeelden van bubbling zijn:
- De danspartners staan tegen elkaar aan en kijken dezelfde richting op, bij een man-vrouwcombinatie staat de man vrijwel altijd achter de vrouw. Gedurende de muziek worden de heupen bewogen, waardoor elkaars liesstreek wordt gestreeld. Een extremere vorm hiervan is wanneer de voorste persoon voorover buigt en eventueel houvast zoekt. In dit geval houdt de achterste persoon de voorste bij de heupen vast gedurende het dansen.
- De danspartners kijken in elkaars richting en bewegen op de maat van de muziek de heupen, waardoor de schaamstreek van de een over die van de ander glijdt. Over het algemeen doet de vrouw de meeste bewegingen met haar heupen en vangt de man de aanrakingen voornamelijk op.
- Een individu (meestal een vrouw) die aan bubbling doet beweegt extreem veel met haar heupen en achterwerk en zakt daarbij eventueel ook door de knieën.
- Twee individuen (meestal twee mannen) sluiten een vrouw tussen hen in en maken dan heen-en-weerbewegingen. Dit wordt ook wel "sandwichen" genoemd.

## Bubbling in Nederland
De eerste keer dat deze manier van dansen in Nederland werd toegepast, was in discotheek Imperium in Rotterdam, waar in 1988, DJ Moortje, MC Pester en Dj Memmie het Nederlandse volk lieten kennismaken met een nieuwe vorm van dansen. Vanaf 1990 werd het dansen met bijbehorende muziek steeds populairder en uiteindelijk een echte rage in vrijwel alle grote discotheken in het land.
Sinds die tijd wordt er gecombineerd met reggaeton, moombahton en dembow, hetgeen onder invloed van de jeugd populair werd in Nederland. Tijdens het Zomercarnaval in Rotterdam wordt er ook Latijns-Amerikaans gedanst, waaronder jarenlang bubbling. Het bubbling viel niet overal in goede aarde, waardoor in 2023 de festivalorganisatie besloot bubbling te verbieden. Rond dat verbod ontstond er ook flinke discussie. Randy Telg (bubbling danser en dansdocent) gaf aan dat de organisatie vermoedelijk refereerde aan daggering. De voorzitter van het Zomercarnaval Karel Willems gaf aan dat de naam bubbling in het reglement op te nemen verkeerd was ingeschat.